# Juicios de Dachau

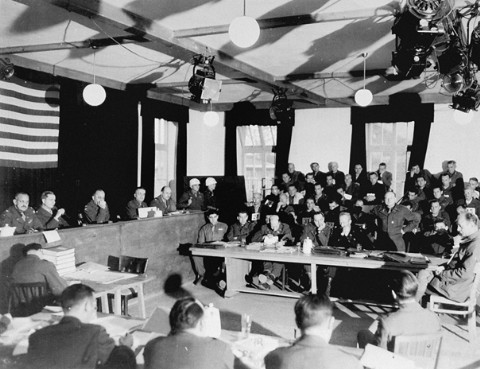
Oficial de las SS-Sturmbannfuehrer Friedrich Weitzel, uno de los responsables del campo de Dachau, testificando durante los juicios.

Los Juicios de Dachau formaron parte del conjunto de procesos jurisdiccionales —los más conocidos fueron los juicios de Núremberg— para ejecutar las responsabilidades de la defenestrada Alemania Nazi al final de la Segunda Guerra Mundial. Se juzgó a criminales de guerra apresados en zonas ocupadas por los Estados Unidos y acusados de atentar contra sus ciudadanos. Se celebraron por autoridades estadounidenses entre noviembre de 1945 y agosto de 1948 en el que fuera el campo de concentración de Dachau. 

## Autoridad legal
Se llevaron a cabo en su totalidad por personal militar estadounidense cuya autoridad legal había sido conferido por el Departamento del Juez Abogado General en el ejército de EEUU. El fiscal jefe del Tribunal Militar de Dachau fue el abogado militar William Denson. El abogado defensor jefe era el teniente coronel Douglas T. Bates Jr., un oficial de artillería y abogado de Centerville (Tennessee).

## Los delitos
Al igual que en el resto de juicios en tribunales internacionales contra los nazis se imputaron a los acusados cuatro delitos: 
1. Crímenes de guerra, la existencia de asesinatos, torturas y violaciones, hechos contrarios a las Leyes de la Guerra.
2. Crímenes contra la humanidad, cuando se enfrentaba el exterminio y la muerte en masa.
3. Genocidio, cuando se daba muerte a todo un grupo étnico determinado.
4. Guerra de agresión, sobre la base de una premeditación para alterar la paz y entendida como el proceso para atentar contra la seguridad interior de un Estado soberano.

## Procesos
A diferencia de los juicios del Tribunal Militar Internacional de Núremberg que procesó a los principales criminales de guerra nazis bajo la jurisdicción de las cuatro potencias aliadas ocupantes, los tribunales de Dachau se llevaron a cabo exclusivamente por los militares de Estados Unidos.
Todas las audiencias se llevaron a cabo en Dachau, porque era, en ese momento, el más conocido de los campos de concentración nazis y que actuaría como telón de fondo para hacer hincapié en la corrupción moral del régimen nazi.
Durante casi tres años, los Tribunales Militares estadounidenses llevaron a juicio a 1672 criminales de guerra alemanes en 489 procedimientos separados. En total 1.416 exmiembros del régimen nazi fueron declarados culpables, de estos, 297 fueron condenados a muerte y 279 fueron condenados a cadena perpetua. Todos los condenados fueron enviados a la prisión para criminales de guerra en Landsberg am Lech para cumplir las penas o ir a la horca.

### El proceso de la masacre de Malmedy
Durante los procesos de Dachau se celebró uno de los juicios más importantes por la masacre de Malmedy. Conocido oficialmente como Caso 6-24, Estados Unidos versus Valentin Bersin et al comenzó el día 12 de mayo de 1946 y se leyeron los veredictos el 16 de julio de 1946. 
Se acusó a 74 miembros de las Waffen SS del asesinato de 80 prisioneros de guerra estadounidenses vulnerando la Convención de Ginebra en la encrucijada de Baugnez (Bélgica) el 17 de diciembre de 1944 durante la contraofensiva alemana de la batalla de las Ardenas. El juicio fue muy polémico, el tribunal, tras tres horas de deliberaciones, admite la fuerza probatoria de las confesiones de Schwäbisch y declara culpables de crímenes de guerra a los 74 acusados. 43 de ellos son condenados a morir en la horca; 23 son condenados a cadena perpetua, dos a veinte años de reclusión; uno a quince años; los últimos diez son condenados a diez años de reclusión. 
Todas las penas capitales dictadas por el tribunal de Dachau son conmutadas por cadena perpetua. El máximo responsable, Joachim Peiper, permaneció encarcelado en la prisión de Schwäbisch hasta el 22 de diciembre de 1956.

### Los campos de concentración
- Campo de concentración de Dachau: 40 funcionarios fueron juzgados, 36 de los acusados fueron condenados a muerte el 13 de diciembre de 1945. De estos, 23 terminaron ahorcados el 28 y 29 de mayo de 1946, entre ellos el excomandante Gottfried Weiss y el doctor del campo Schilling Claus. Los grupos más pequeños de los funcionarios y los guardias del campo de Dachau fueron incluidos en varios juicios posteriores por el tribunal. El 21 de noviembre, se anunció que, hasta esa fecha, 116 acusados de esta categoría había sido declarados culpable y condenados a penas de prisión.
- Campo de concentración de Mauthausen: 61 funcionarios fueron juzgados en marzo y abril de 1946, 58 acusados fueron condenados a muerte el 11 de mayo del mismo año. Entre los ejecutados el comandante de las SS-Totenkopfverbände.
- Campo de concentración de Flossenbürg: 52 funcionarios y guardias de este campo fueron juzgados entre el 12 de junio de 1946 y 19 de enero de 1947. De los acusados, 15 condenados a muerte y 25 a penas de prisión.
- Campo de concentración de Buchenwald: entre abril y agosto de 1947, 31 acusados fueron declarados culpables. De estos 22 fueron condenados a muerte, de 9 a prisión.
- Campo de concentración de Mühldorf, cinco funcionarios fueron condenados a muerte por un tribunal de crímenes de guerra el 13 de mayo de 1947 y de siete a penas de prisión.
- Campo de concentración de Dora-Mittelbau: el 7 de agosto de 1947, condenados 15 exguardias de las SS y un Kapo (uno fue ejecutado). El juicio también abordó la cuestión de la responsabilidad con los prisioneros por los científicos de los cohetes V-2 en Mittelwerk.